# Tricks of the Light
Tricks of the Light (englisch für „Streiche des Lichts“) ist ein Lied des britischen Komponisten und Multiinstrumentalisten Mike Oldfield, das erstmals im Juni 1984 auf dessen Studioalbum Discovery erschien und im September des gleichen Jahres als Single ausgekoppelt wurde. Die Gesangsparts des Stücks, das als Duett konzipiert ist, teilen sich Maggie Reilly und Barry Palmer.

## Entstehung und Hintergrund
Tricks of the Light entstand, wie alle Lieder auf Discovery, in Oldfields damaligem Aufnahmestudio, das er sich in einem Chalet in Villars-sur-Ollon oberhalb des Genfersees in den Schweizer Alpen eingerichtet hatte, da er seinen Wohnsitz aus steuerlichen Gründen von Großbritannien in die Schweiz verlegt hatte.
Beteiligt an den Aufnahmen des Songs waren neben Mike Oldfield an sämtlichen Instrumenten der Schlagzeuger Simon Phillips, der auch für die Produktion verantwortlich zeichnete, sowie Oldfields langjährige Sängerin Maggie Reilly und der britische Sänger Barry Palmer (ehemals Sänger von Triumvirat), mit dem Oldfield bereits für seine Single Crime of Passion zusammengearbeitet hatte. Obwohl Oldfield Tricks of the Light von Anfang an als Gesangsduett für jeweils eine männliche und eine weibliche Gesangsstimme geplant hatte, trafen sich Reilly und Palmer während der Aufnahmesessions für das Lied nicht gemeinsam im Studio, sondern nahmen ihre Parts separat auf. So kam es zu der Situation, dass Reilly und Palmer das Stück erstmals dann zusammen probten, als sich Oldfield und seine Band auf die Tournee zum Album Discovery vorbereiteten.

## Veröffentlichung
Tricks of the Light erschien am 10. September 1984 nach To France als zweite Singleauskopplung aus Discovery. Die B-Seite der Single, Afghan, ist ein instrumentaler Non-Album-Track und entstand ebenfalls während der Aufnahmesessions zu Discovery. Die Maxi-Single enthält außerdem eine Instrumentalversion von Tricks of the Light.

## Musikvideo
Das Musikvideo zu Tricks of the Light entstand während der Tourproben zur Discovery Tour, bei dem hunderte extra für den Videodreh geladene Zuschauer als Statisten fungierten. Der Fokus des Videos liegt dabei auf einer bestimmten Zuschauerin im Publikum, die auch in weiteren Szenen allein (teilweise mit Sonnenbrille) zu sehen ist. Auf der Bühne sind Mike Oldfield an einer Fender Stratocaster und seine damaligen Tourmusiker Phil Spalding am Bass, Mickey Simmonds an den Keyboards, Harald Zuschrader an Fairlight CMI und Gitarre und Simon Phillips am Schlagzeug zu sehen. Maggie Reilly und Barry Palmer mimen dabei lippensynchron den Studiogesang.

## Chartplatzierungen
Tricks of the Light konnte den Erfolg der vorherigen Single To France nicht wiederholen und erreichte lediglich Platzierungen in den unteren Regionen der deutschen und britischen Singlecharts.
| \| ChartsChartplatzierungen \| Höchstplatzierung \| Wochen \| \| ------------------------------- \| ----------------- \| ------ \| \| Deutschland (GfK)[7] \| 46 (8 Wo.) \| 8 \| \| Vereinigtes Königreich (OCC)[8] \| 91 (1 Wo.) \| 1 \| |                   |        |
| ChartsChartplatzierungen | Höchstplatzierung | Wochen |
| Deutschland (GfK) | 46 (8 Wo.)        | 8      |
| Vereinigtes Königreich (OCC) | 91 (1 Wo.)        | 1      |